# Glándula uropígea

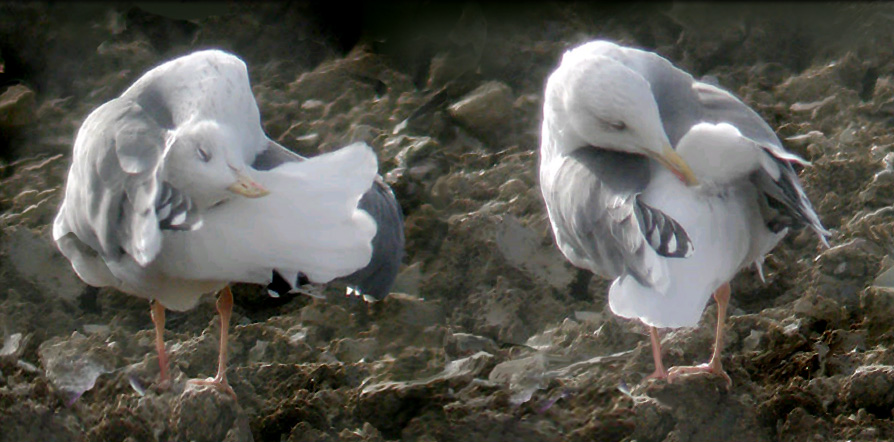
Gaviotas acicalándose con la secreción uropígea.

La glándula uropígea, o, más informalmente, la glándula del acicalamiento o glándula oleosa, es una glándula que se encuentra en la mayoría de las aves, y secreta un aceite que ellas usan para el acicalamiento, es decir, la limpieza e impermeabilización del plumaje. El aceite de acicalamiento está compuesto principalmente de ceras de diester llamadas uropigioles.
La glándula se encuentra cerca de la base de la cola y está conformada en dos partes simétricas. El aceite de cada una de las partes es secretado a la superficie de la piel a través de una protuberancia similar a un pezón o conducto sebáceo. Un ave típicamente va a transferir este aceite a sus plumas restregando su cabeza contra esta glándula y luego contra todo el resto del cuerpo. La región de la cola se suele acicalar usando el pico.
No todas las aves tienen glándula uropígea. Entre las excepciones se encuentran el emú, el avestruz, las avutardas, y la paloma colipava, aunque ésta solo la tenga atrofiada. Estas generalmente encuentran otros medios para mantenerse limpias y secas, como el tomar un baño de polvo. Por otra parte la glándula uropígea está grandemente desarrollada en muchas aves acuáticas, como los patos. El efecto repelente del agua del acicalamiento se produce por los uropigioles que son hidrofóbicos, pero también parece tener un efecto la carga electrostática que recibe la pluma aceitada al ser frotada en el acicalamiento. [cita requerida] Cuando se cocinan aves como patos y gansos se les quita la glándula uropigial sin dañarla durante la preparación, dado que tiene un sabor rancio.